# 疏毛細螯寄居蟹
疏毛細螯寄居蟹（学名：Clibanarius arethusa）为活額寄居蟹科細螯寄居蟹屬下的一个种。